# اچ‌ام‌اس پنلوپه (۱۷۹۸)
اچ‌ام‌اس پنلوپه (۱۷۹۸) (به انگلیسی: HMS Penelope (1798)) یک کشتی بود. این کشتی در سال ۱۷۹۸ ساخته شد.